# Eleição para Convenção Constitucional Chilena de 2021
A eleição para escolher os membros da Convenção Constitucional realizou-se no Chile entre os dias 15 e 16 de maio de 2021. Esta eleição foi convocada após 78% dos votantes chilenos terem escolhido este método para redigir a nova Constituição no plebiscito realizada em outubro de 2020.

## Contexto político
Após protestos massivos terem abalado o país em outubro de 2019, chegou-se a um acordo a 15 de novembro de 2019 entre as várias forças partidárias chilenas para iniciar o processo para redigir uma nova Constituição. No caso do primeiro referendo ser aprovado (originalmente marcada para 26 de abril de 2020), uma eleição especial iria ser convocada para escolher os membros da Convenção Constitucional.
Esta eleição estava previamente marcada para 25 de outubro de 2020, 6 meses depois do primeiro referendo ser realizado. Com o eclodir da pandemia do COVID-19 no Chile, o primeiro referendo foi alterado para 25 de outubro e a eleição especial constitucional foi marcada para 11 de abril de 2021. A duração da pandemia no país obrigou o governo chileno a mudar a data da eleição duas vezes: em março de 2021, a eleição foi marcada para os dias 10 e 11 de abril e mais tarde, foi adiada por um mês para 15 e 16 de maio devido a um aumento dos casos de COVID-19.
Esta foi a primeira vez na história que os cidadãos chilenos puderam votar nos membros do órgão criada para redigir a nova Constituição do Chile. Embora o sistema eleitoral adotados é inspirado no que é utilizada para eleição dos 155 membros da Câmara dos Deputados, o sistema também foi alvo de mudanças profundas. Pela primeira vez, 17 dos 155 membros foram reservados para os 10 povos indígenas reconhecidos pelo Chile. Também foi criado um mecanismo eleitoral para garantir o número igual de homens e mulheres na Convenção, sendo a primeira assembleia da história a ter o mesmo número de homens e mulheres.
Os resultados eleitorais foram considerados surpreendentes e uma mudança drástica e inesperada do sistema político que emergiu após o fim da ditadura do General Augusto Pinochet em 1990. A maioria dos membros são provenientes de listas ou candidaturas independentes. A coligação de direita, Vamos pelo Chile do presidente Sebastián Piñera, obteve o seu pior resultado de sempre ao conseguir pouco mais de 19% de votos e, acima de tudo, não conseguir obter 1/3 dos membros da Convenção Constitucional e assim não tendo poder para vetar as mudanças drásticas defendidas por movimentos sociais e partidos de esquerda. A coligação de Centro-esquerda foi outra das grandes derrotadas da noite, ficando-se pelos 14% dos votos e a ver-se relegada para o quarto lugar. Por contrapartida, a coligação Aprovo Dignidade composta pelo Partido Comunista do Chile e pela Frente Ampla obteve um resultado histórico ao conseguir quase 18% dos votos e, por fim, a Lista do Povo (coligação de diversos movimentos sociais e candidaturas independentes de esquerda) conseguiu mais de 16% dos votos.

## Partidos, Coligações e Listas Concorrentes
| Coligação/Partido  | Coligação/Partido                             | Coligação/Partido                           | Ideologia                | Espectro                 |
| ------------------ | --------------------------------------------- | ------------------------------------------- | ------------------------ | ------------------------ |
|                    |                                               | União Democrática Independente              | Conservadorismo          | Direita                  |
|                    | Renovação Nacional                            | Conservadorismo liberal                     | Centro-direita/Direita   |                          |
|                    | Evolução Política                             | Liberalismo clássico                        | Centro-direita           |                          |
|                    | Partido Regionalista Independente Democrático | Regionalismo                                | Centro/Centro-direita    |                          |
|                    | Partido Republicano                           | Nacionalismo                                | Extrema-direita          |                          |
| Vamos pelo Chile   | Vamos pelo Chile                              | Conservadorismo                             | Direita                  |                          |
|                    |                                               | Partido Socialista                          | Social-democracia        | Centro-esquerda          |
|                    | Partido pela Democracia                       | Social-democracia                           | Centro-esquerda          |                          |
|                    | Partido Radical Social Democrata              | Radicalismo                                 | Centro/Centro-esquerda   |                          |
|                    | Partido Democrata Cristão                     | Democracia cristã                           | Centro                   |                          |
|                    | Partido Progressista                          | Progressismo                                | Esquerda                 |                          |
|                    | Cidadãos                                      | Liberalismo                                 | Centro                   |                          |
|                    | Partido Liberal                               | Liberalismo social                          | Centro-esquerda          |                          |
| Lista da Aprovação | Lista da Aprovação                            | Social-democracia                           | Centro-esquerda          |                          |
|                    |                                               | Partido Comunista                           | Comunismo                | Esquerda                 |
|                    | Revolução Democrática                         | Socialismo democrático                      | Centro-esquerda/Esquerda |                          |
|                    | Convergência Social                           | Socialismo                                  | Esquerda                 |                          |
|                    | Comuns                                        | Socialismo do século XXI                    | Esquerda                 |                          |
|                    | Federação Regionalista Verde Social           | Ecossocialismo                              | Centro-esquerda/Esquerda |                          |
|                    | Partido Igualdade                             | Anticapitalismo                             | Extrema-esquerda         |                          |
| Aprovo Dignidade   | Aprovo Dignidade                              | Socialismo                                  | Esquerda                 |                          |
|                    | A Lista do Povo                               | A Lista do Povo                             | Populismo de esquerda    | Esquerda                 |
|                    | Independentes Não Neutrais                    | Independentes Não Neutrais                  | Pega-tudo                | Centro                   |
|                    | Partido Ecologista Verde                      | Partido Ecologista Verde                    | Ecologismo               | Centro-esquerda/Esquerda |
|                    | Movimentos Sociais Constituintes              | Movimentos Sociais Constituintes            |                          | Esquerda                 |
|                    | Partido Revolucionário dos Trabalhadores      | Partido Revolucionário dos Trabalhadores    | Trotskismo               | Extrema-esquerda         |
|                    |                                               | Partido Comunista Chileno (Ação Proletária) | Comunismo Ortodoxo       | Extrema-esquerda         |
|                    | Movimento de Esquerda Revolucionária          | Socialismo revolucionário                   | Extrema-esquerda         |                          |
| União Patriótica   | União Patriótica                              | Comunismo Ortodoxo                          | Extrema-esquerda         |                          |
|                    |                                               | Partido Conservador Cristão                 | Conservadorismo          | Direita                  |
|                    | Partido Nacional Cívico                       | Conservadorismo nacional                    | Direita                  |                          |
| Cidadãos Cristãos  | Cidadãos Cristãos                             | Conservadorismo                             | Direita                  |                          |
|                    | Partido Humanista                             | Partido Humanista                           | Humanismo                | Esquerda                 |
|                    | Listas Independentes                          |                                             |                          |                          |
|                    | Candidatos Indepentes                         |                                             |                          |                          |

## Resultados Oficiais
| Partido                                     | Partido                                     | Votos                                       | %                                           | Lugares                                     |
| Partidos, Coligações e Listas Independentes | Partidos, Coligações e Listas Independentes | Partidos, Coligações e Listas Independentes | Partidos, Coligações e Listas Independentes | Partidos, Coligações e Listas Independentes |
| ------------------------------------------- | ------------------------------------------- | ------------------------------------------- | ------------------------------------------- | ------------------------------------------- |
|                                             | Vamos pelo Chile                            | 1 173 820                                   | 19,66 / 100,00                              | 37 / 138                                    |
|                                             | Aprovo Dignidade                            | 1 069 907                                   | 17,92 / 100,00                              | 28 / 138                                    |
|                                             | A Lista do Povo                             | 927 055                                     | 15,53 / 100,00                              | 26 / 138                                    |
|                                             | Lista da Aprovação                          | 825 083                                     | 13,82 / 100,00                              | 25 / 138                                    |
|                                             | Independentes Não Neutrais                  | 473 033                                     | 7,92 / 100,00                               | 11 / 138                                    |
|                                             | Outras Listas Independentes                 | 408 348                                     | 6,84 / 100,00                               | 7 / 138                                     |
|                                             | Movimentos Sociais Constituintes            | 243 957                                     | 4,09 / 100,00                               | 3 / 138                                     |
|                                             | Candidatos Independentes                    | 231 968                                     | 3,88 / 100,00                               | 1 / 138                                     |
|                                             | Partido Ecologista Verde                    | 194 652                                     | 3,26 / 100,00                               | 0 / 138                                     |
|                                             | Partido Revolucionário dos Trabalhadores    | 52 368                                      | 0,88 / 100,00                               | 0 / 138                                     |
|                                             | União Patriótica                            | 41 979                                      | 0,70 / 100,00                               | 0 / 138                                     |
|                                             | Cidadãos Cristãos                           | 37 506                                      | 0,63 / 100,00                               | 0 / 138                                     |
|                                             | Partido Humanista                           | 29 158                                      | 0,49 / 100,00                               | 0 / 138                                     |
|                                             |                                             |                                             |                                             | 138 / 138                                   |
| Lugares Reservados para os Povos Indígenas  |                                             |                                             |                                             |                                             |
|                                             | Mapuche                                     | 217 939                                     | 3,65 / 100,00                               | 7 / 17                                      |
|                                             | Aymara                                      | 19 137                                      | 0,32 / 100,00                               | 2 / 17                                      |
|                                             | Diaguita                                    | 11 160                                      | 0,19 / 100,00                               | 1 / 17                                      |
|                                             | Lickanantay                                 | 6 756                                       | 0,11 / 100,00                               | 1 / 17                                      |
|                                             | Qulla                                       | 2 137                                       | 0,04 / 100,00                               | 1 / 17                                      |
|                                             | Quéchua                                     | 2 059                                       | 0,03 / 100,00                               | 1 / 17                                      |
|                                             | Rapa Nui                                    | 1 870                                       | 0,03 / 100,00                               | 1 / 17                                      |
|                                             | Chango                                      | 905                                         | 0,02 / 100,00                               | 1 / 17                                      |
|                                             | Kawésqar                                    | 249                                         | 0,00 / 100,00                               | 1 / 17                                      |
|                                             | Yaghanes                                    | 61                                          | 0,00 / 100,00                               | 1 / 17                                      |
|                                             |                                             |                                             |                                             | 17 / 17                                     |
| Votos Inválidos                             | Votos Inválidos                             | 193 735                                     | 3,14 / 100,00                               |                                             |
| Total                                       | Total                                       | 6 146 842                                   | 100,00 / 100,00                             | 155 / 155                                   |
| Eleitorado/Participação                     | Eleitorado/Participação                     | 14 900 190                                  | 100,00 / 100,00                             |                                             |
| Fonte                                       | Fonte                                       | [ 14 ]                                      | [ 14 ]                                      | [ 14 ]                                      |